# Feodossi Vanin
Feodossi Vanin   (Batúrinskaia, 25 de febrer de 1914 (Julià) - Moscou, 26 de desembre de 2009) va ser un atleta rus, especialista en curses de fons, que va competir sota bandera soviètica entre les dècades de 1930 i 1950.
El 1952 va prendre part en els Jocs Olímpics de Hèlsinki, on fou vint-i-setè en la marató del programa d'atletisme.
En el seu palmarès destaca una medalla de bronze en la marató del Campionat d'Europa d'atletisme de 1950, rere Jack Holden i Veikko Karvonen. Guanyà catorze títols soviètics, tres dels 5.000 metres (1943, 1946 i 1947), set dels 10.000 metres (1940, 1943, 1944, 1945, 1947, 1948 i 1949), dos de marató (1948 i 1950), un de l'hora (1940) i un de cros (1945). Va establir el rècord del món dels 30 quilòmetres i nombrosos rècords nacionals. Un cop retirat passà a exercir d'entrenador.
Va ser guardonat amb l'Orde de la Bandera Roja del Treball, l'Orde de l'Estrella Roja i l'Orde de la Insígnia d'Honor. El 1942 va rebre la insígnia del mestre d'esports distingits de l'URSS.

## Millors marques
- 5.000 metres. 14' 43.6" (1950)
- 10.000 metres. 30' 09.6 " (1950)
- marató. 2h 27' 29" (1952)[2][7]